# Jean-Baptiste Carpeaux

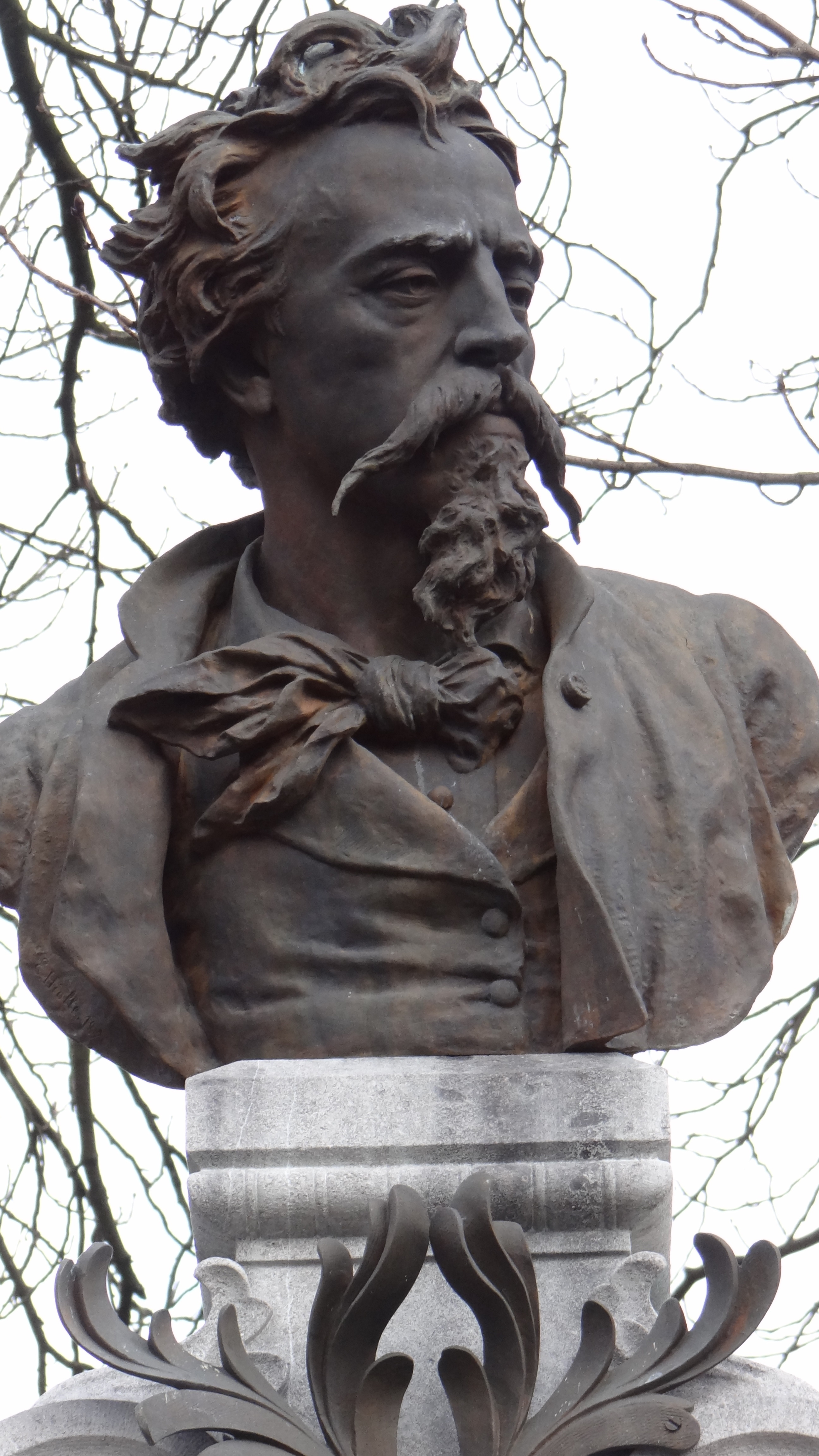
Buste van Jean-Baptiste Carpeaux op het Cimetière Saint-Roch in Valenciennes

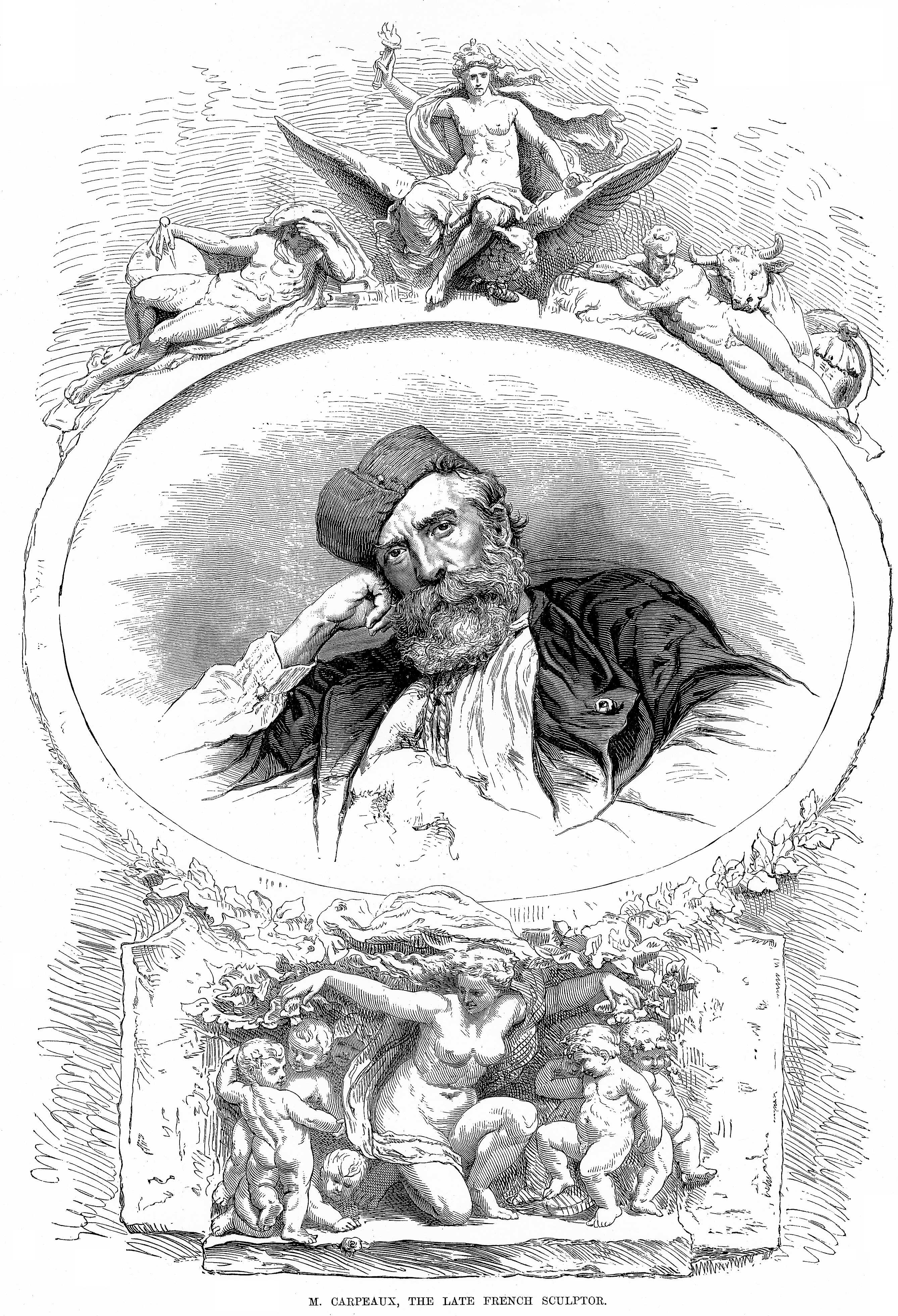
Jean-Baptiste Carpeaux

Jean-Baptiste Carpeaux (Valenciennes, 14 mei 1827 - Courbevoie bij Parijs, 12 oktober 1875) was een Frans beeldhouwer en kunstschilder.
De figuratieve werken van Jean-Baptiste Carpeaux sluiten aan bij het naturalisme en worden gezien als academische kunst.
Van 1854 tot 1861 verbleef hij in Rome, waar hij het werk bestudeerde van Michelangelo, Donatello en Verrocchio, en een smaak ontwikkelde voor beweging en spontaneïteit. Bij zijn terugkeer in Frankrijk werd hij geïntroduceerd aan het hof van Napoleon III. Hij maakte bustes van verschillende leden van de familie van de Franse keizer. Hij gaf ook les in tekenen en modelleren aan de jonge prins Lodewijk. 
Hector Lemaire was zijn beroemdste leerling, die op zijn beurt in 1891 Charles Despiau tot leerling kreeg.
Carpeaux is begraven op de Cimetière Saint-Roch in Valenciennes.
De werken van Carpeaux zijn onder andere te zien in de volgende musea: Musée d'Orsay in Parijs, 
Museum of Fine Arts in Boston, National Gallery of Art in Washington D.C., Metropolitan Museum of Art in New York en het Victoria and Albert Museum in Londen.

## Werken (selectie)
- La danse, circa 1865-1869
- Buste van Jean-Léon Gérôme, 1872
- Portret van Nadine Dumas, 1873

## Afbeeldingen

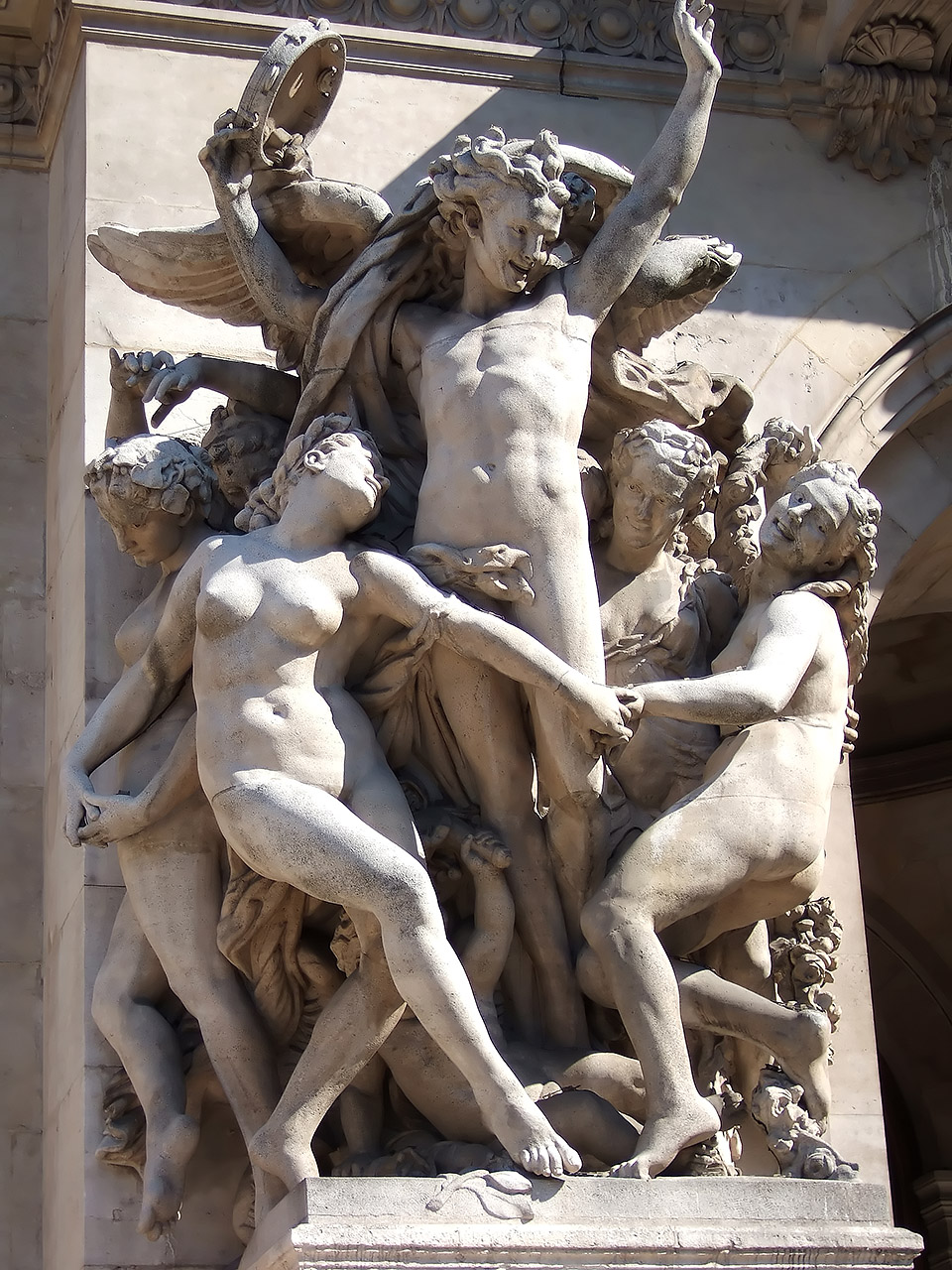
La Danse
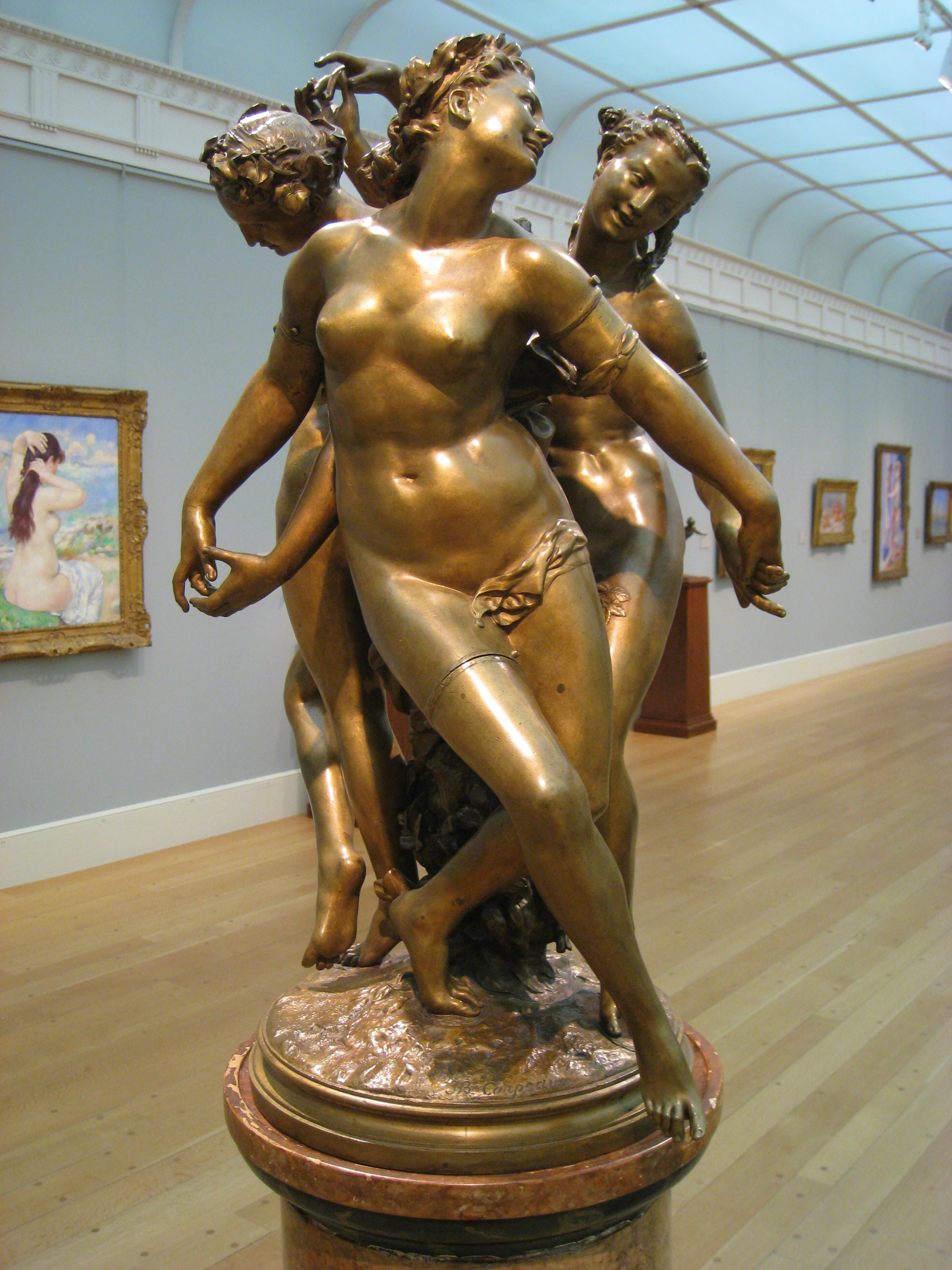
De drie gratiën
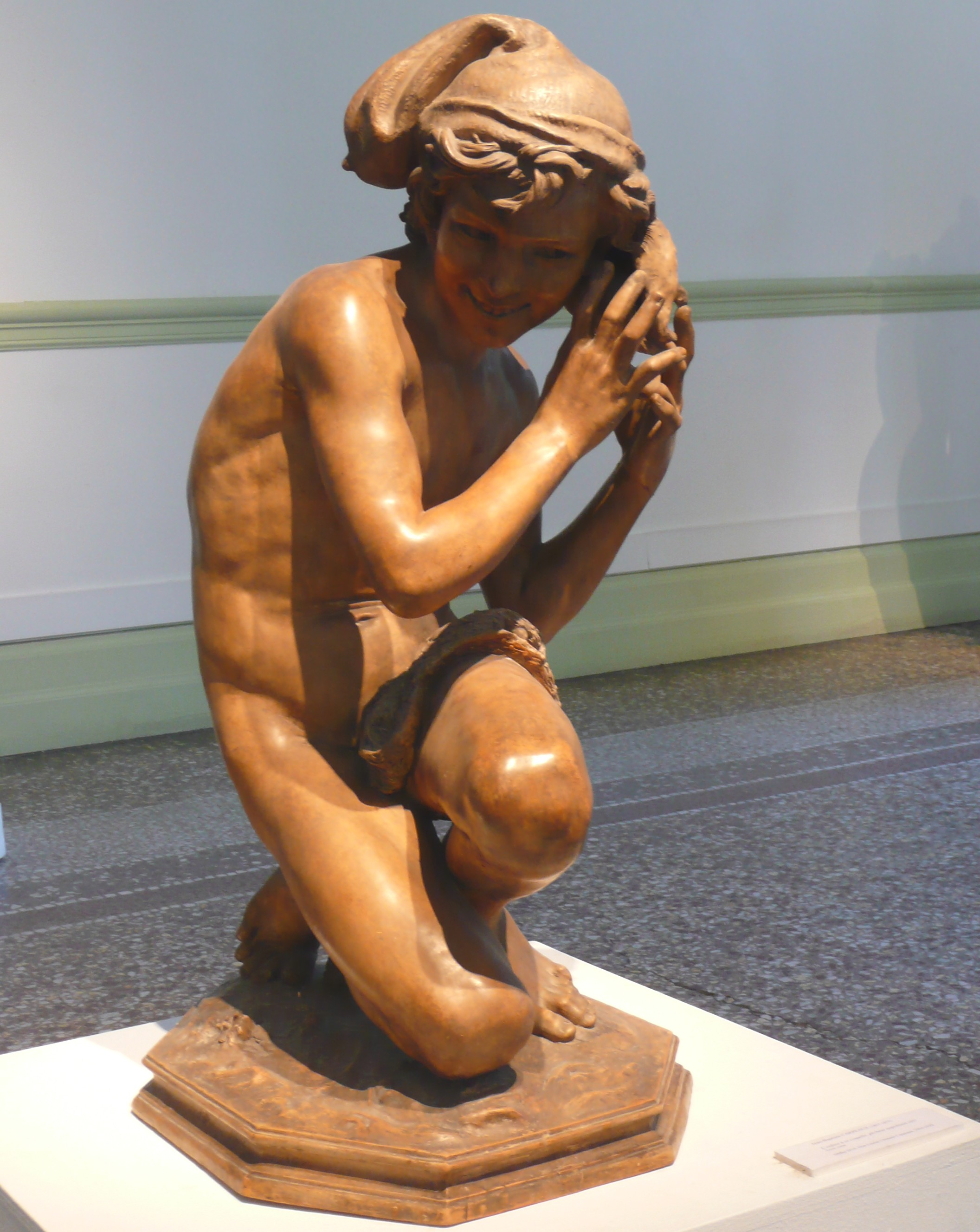
Jongen met schelp
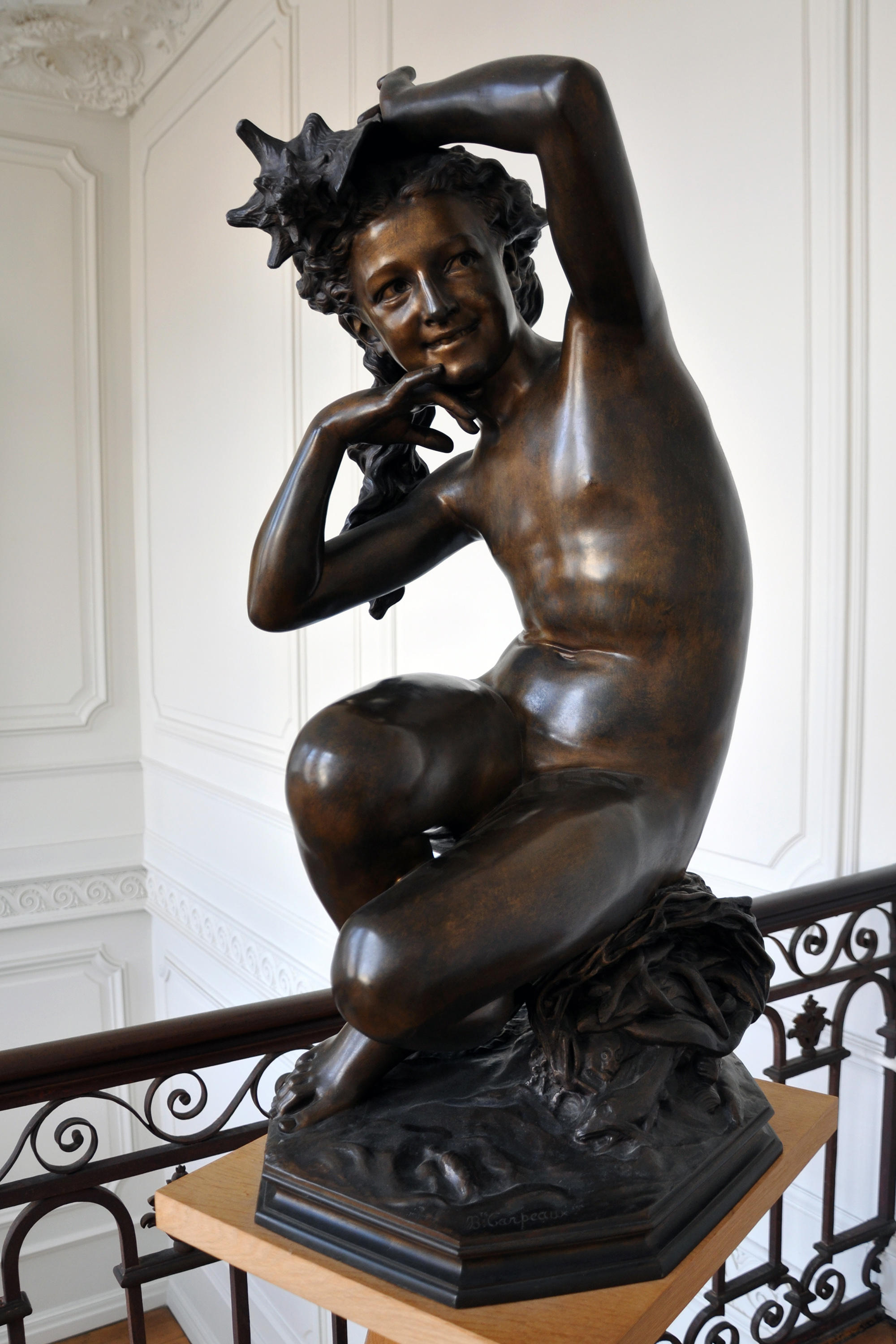
Meisje met schelp
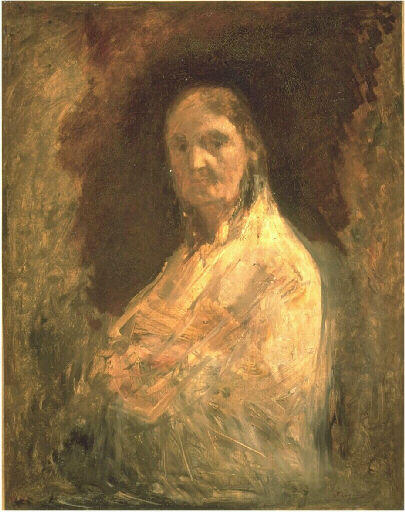
La duchesse de Cadore, ca. 1861
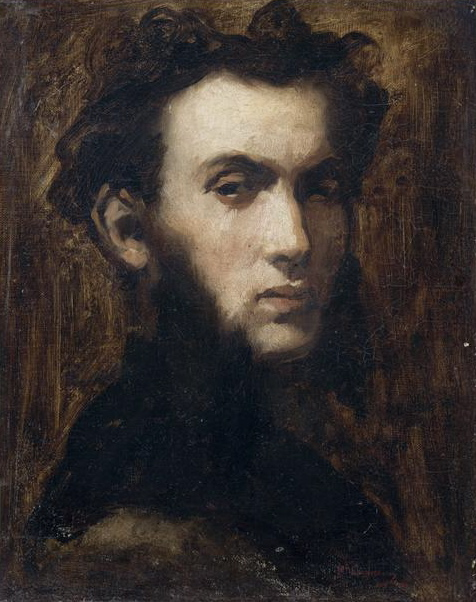
Henry Didier, ca. 1862
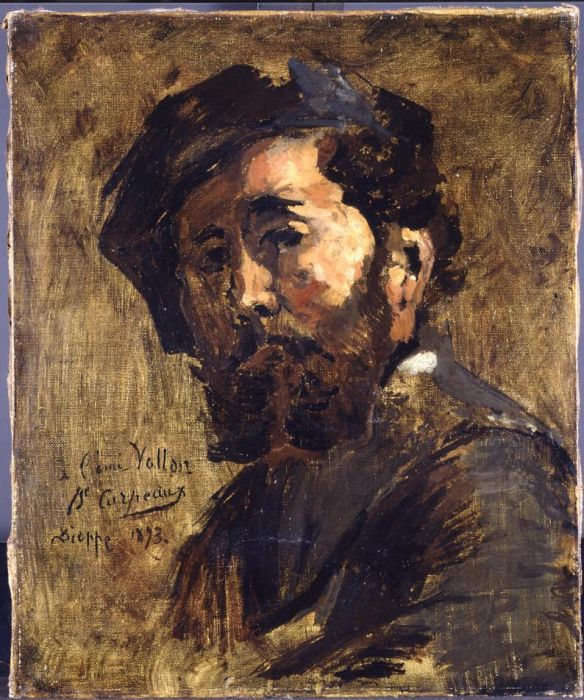
Antoine Vollon, 1873
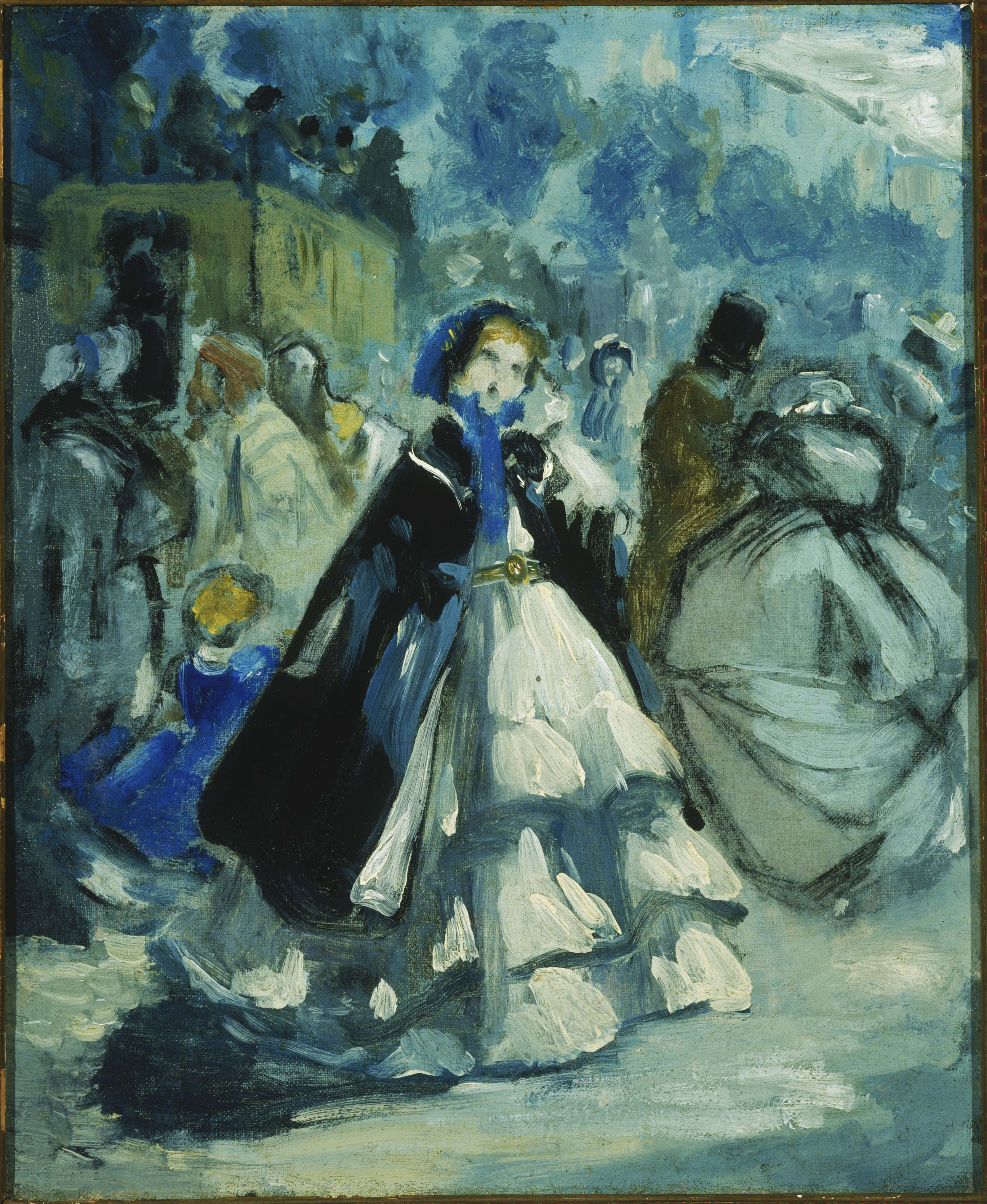
Straattafereel, ongedateerd